# ジョン・ブライオン
ジョン・ブライオン（Jon Brion, 1963年12月11日 - ）は、アメリカ合衆国のニュージャージー州出身の作曲家、シンガーソングライター、音楽プロデューサー。ロサンゼルス在住。

## 来歴・人物
ボストン出身のバンド、ティル・チューズデイにギタリストとして参加し、そのボーカルだったエイミー・マンのソロアルバム『ホワットエヴァー』でレコーディング・プロデューサーとしての活動を始める。以降、フィオナ・アップルやルーファス・ウェインライトなどの作品のプロデュースで活躍するほか、セッション・ミュージシャンとしても、メイシー・グレイ、エリオット・スミス、クリスタル・メソッド、バッドリー・ドローン・ボーイなどのアルバムに参加している。トム・ペティのアルバム『The Last DJ』では、オーケストレーションと編曲を担当した。
映画音楽の作曲も、ポール・トーマス・アンダーソンの監督作品を初めとして数多くを手がけている。
シンガーソングライターとしてのソロ名義のアルバムは2001年に発表された『Meaningless』のみであるが、彼が音楽を手がけた映画『パンチドランク・ラブ』、『ハッカビーズ』のサントラ盤にもボーカル曲が収録されている。また、ジェイソン・フォークナーと共に結成したバンド、グレイズとしてもアルバムを一枚発表している。

## 主な作品

### ソロ
- Meaningless （2001年）

### プロデュース
- エイミー・マン『ホワットエヴァー』 Whatever （1993年）
- エイミー・マン『アイム・ウィズ・ステューピッド』 I'm With Stupid （1995年）
- ルーファス・ウェインライト『ルーファス・ウェインライト』 Rufus Wainwright （1998年）
- フィオナ・アップル『真実』 When the Pawn... （1999年）
- エイミー・マン『バチェラーNo.2』 Bachelor No. 2 or, the Last Remains of the Dodo （2000年）
- ブラッド・メルドー『ラーゴ』 Largo （2002年）
- フィオナ・アップル『エクストラオーディナリー・マシーン』 Extraordinary Machine （2005年） - 2曲のみプロデュース
- ダイド『セーフ・トリップ・ホーム』 Safe Trip Home （2008年）
- ブラッド・メルドー『ハイウェイ・ライダー』 Highway Rider （2010年）
- オブ・モントリオール Safe Trip Home （2010年）
- ベスト・コースト『ジ・オンリー・プレイス』 The Only Place （2012年）
- フランク・オーシャン Blonde （2016年）
- マック・ミラー Swimming （2018年）

### 映画音楽
- ハードエイト Hard Eight （1996年）
- マグノリア Magnolia （1999年）
- パンチドランク・ラブ Punch-Drunk Love （2002年）
- エターナル・サンシャイン Eternal Sunshine of the Spotless Mind （2004年）
- ハッカビーズ I ♥ Huckabees （2004年）
- ハニーVS.ダーリン 2年目の駆け引き The Break-Up （2006年）
- 脳内ニューヨーク Synecdoche, New York （2008年）
- 俺たちステップ・ブラザース -義兄弟- Step Brothers （2008年）
- アザー・ガイズ 俺たち踊るハイパー刑事! The Other Guys （2010年）
- ザ・フューチャー The Future （2011年）
- パラノーマン ブライス・ホローの謎 ParaNorman （2012年）
- 40歳からの家族ケーカク This Is 40 （2013年）
- ブルー・アンブレラ The Blue Umbrella （2013年）
- 人生、サイコー! Delivery Man （2013年）
- ザ・ギャンブラー/熱い賭け The Gambler （2014年）
- エイミー、エイミー、エイミー! こじらせシングルライフの抜け出し方 Trainwreck （2015年）
- ウィルソン Wilson （2017年）
- レディ・バード Lady Bird （2017年）
- シンク・オア・スイム イチかバチか俺たちの夢 Le Grand Bain （2018年）
- プーと大人になった僕 Christopher Robin （2018年）